# Margarita Musto
Margarita Musto   (Montevideo, 16 de novembre de 1955) és una actriu, directora de teatre, traductora i professora uruguaiana, directora general i artística de la Comèdia Nacional.

## Biografia
Margarita Musto va estudiar Art Dramàtic a l'Escola Municipal d'Art Dramàtic el 1982. Ha estat dirigida per directors com Carlos Aguilera, Jorge Curi, Mario Morgan, Omar Varela, China Zorrilla, David Hammond i Valentin Tepliakov. Va participar en obres d'autors clàssics com Txékhov, Shakespeare, Federico García Lorca, entre d'altres.
Va treballar en la sèrie televisiva Los Tres. En cinema, va interpretar el paper protagonista en La historia casi verdadera de Pepita la Pistolera, sota la direcció de Beatriz Flores Silva. Per aquest paper va ser guardonada al Festival Internacional de Cinema de Guadalajara i en el XII Festival Cinematogràfic de l'Uruguai. El 2008 Flores Silva va tornar a dirigir-la en Polvo nuestro que estás en los cielos. Ha participat en altres pel·lícules com Retrato de mujer con hombre al fondo (1997), de Manane Rodríguez, i La memoria de Blas Quadra (2002) i Estrella del sur (2002), de Luis Nieto.
Com a actriu de teatre, una de les seves obres més rellevants va ser Trencant codis (Breaking the Code) d'Hugh Whitemore, sobre la vida d'Alan Turing. Dirigida per Héctor Manuel Vidal, l'obra es va mantenir en cartellera durant quatre anys i es van fer més de 300 funcions, a partir de 1994. Altres interpretacions importants en la seva carrera van ser El método Gronholm, Una relación pornográfica, Frozen, Sonata de otoño (dirigida per Omar Varela), Madre Coraje, Closer, Ha llegado un inspector (per China Zorrilla), etc.
La seva obra En honor del mérito, basada en la investigació de l'assassinat de Zelmar Michelini, i en la qual també va actuar, va ser estrenada el 2000 al teatre El Galpón. Gràcies a aquesta obra va obtenir el 2001 el premi Florenci en la categoria millor text d'autor nacional i el primer premi de dramatúrgia de la Intendència Municipal de Montevideo (IMM). El 2011 va tornar a obtenir el premi Florenci a la millor direcció i al millor espectacle teatral de la temporada per Blackbird (En ales d'un ocell negre), del dramaturg escocès David Harrower. Un altre dels seus èxits com a directora va ser Top Girls, de la dramaturga anglesa Caryl Churchill.
Ha traduït obres de teatre del francès i de l'anglès al castellà. És docent de l'Escola Multidisciplinària d'Art Dramàtic Margarita Xirgu i de l'Escola de Cinema de l'Uruguai, a més de dictar tallers d'actuació. Des del 2 de gener de 2013 i fins a 2016, es va exercir com a directora directora general i artística de la Comèdia Nacional, sent la primera dona a ocupar aquest càrrec.
El 2004 la filial uruguaiana de B'nai B'rith li va atorgar el Premi Fraternitat per la seva trajectòria teatral.
Va ser esposa del director de teatre Héctor Manuel Vidal, mort el 2014. La seva filla Maria Vidal Musto és actriu de teatre.

## Filmografia
- La historia casi verdadera de Pepita la Pistolera (1993).
- Retrato de mujer con hombre al fondo (1997).
- La memoria de Blas Quadra (2000).
- Estrella del sur (2002).
- Polvo nuestro que estás en los cielos (2008).
- ¿Cómo te clasifico? (curtmetratge, 2011).
- Migas de pan (2016)